# Сант'Онофрио (Кјети)
Сант'Онофрио (итал. Sant'Onofrio) је насеље у Италији у округу Кјети, региону Абруцо.
Према процени из 2011. у насељу је живело 461 становника. Насеље се налази на надморској висини од 136 м.